# Yuri da Cunha
Yuri da Cunha (Sumbe, Cuanza Sul) é um cantor angolano. Em 2004, com a música Makumba, venceu o Top Rádio Luanda daquele ano. Yuri da Cunha é também vencedor do prêmio Rádio Luanda 2008, na categoria Kianda do Sucesso pela quantidade de shows e reconhecimento da cultura de seu país. Em 2010 participou numa tourné de Eros Ramazzotti, por diversos países europeus. Ainda em 2010, Yuri foi homenageado com uma estrela no Nirvana Studios - Wall of Fame.

## Discografia
- 1999 - É tudo amor
- 2005 - Eu
- 2009 - Kuma Kwa Kié
- 2015 - O intérprete